# پسر روان‌سنج
پسر روان‌سنج (انگلیسی: He Is Psychometric؛‏ کره‌ای: 사이코메트리 그녀석) مجموعه تلویزیونی محصول کره جنوبی در سال ۲۰۱۹ با بازی پارک جین یونگ، شین یه اون، کیم کوان و کیم دا سوم است. این مجموعه از ۱۱ مارس تا ۳۰ آوریل ۲۰۱۹، روزهای دوشنبه و سه‌سنبه ساعت ۲۱:۳۰ (کی‌اس‌تی) از تی‌وی‌ان پخش شد.

## بازیگران

### اصلی
- پارک جین یونگ در نقش لی آن
  - کیم ته یول در نقش جوانی لی آن
- شین یه اون در نقش یون جه این
  - کیم سو این در نقش جوانی یون جه این
- کیم کوان در نقش کانگ سونگ مو
  - جو بیونگ کیو در نقش جوانی کانگ سونگ مو
- کیم دا سوم در نقش اون جی سو